# Ceratobaeus clavisegmentus
Ceratobaeus clavisegmentus är en stekelart som beskrevs av Austin 1995. Ceratobaeus clavisegmentus ingår i släktet Ceratobaeus och familjen Scelionidae. Inga underarter finns listade i Catalogue of Life.